# Tephrosia aurantiaca
Tephrosia aurantiaca är en ärtväxtart som beskrevs av Hermann August Theodor Harms. Tephrosia aurantiaca ingår i släktet Tephrosia och familjen ärtväxter. IUCN kategoriserar arten globalt som livskraftig. Inga underarter finns listade i Catalogue of Life.